# Castelfranco di Sopra
Castelfranco di Sopra ist ein Ortsteil der Gemeinde Castelfranco Piandiscò in der Provinz Arezzo. Castelfranco di Sopra verfügt über einen mittelalterlichen Ortskern, der zu der Vereinigung I borghi più belli d’Italia (Die schönsten Orte Italiens) gehört.

## Geografie

Lage der ehemaligen Gemeinde Castelfranco di Sopra in der Provinz Arezzo

Castelfranco di Sopra liegt ca. 30 km nordwestlich von Arezzo und 30 km südöstlich von Florenz im Arnotal.

## Geschichte
Castelfranco di Sopra wurde 1299 von Florenz gegründet. Am 1. Januar 2014 wurde der bis dahin selbständige Gemeinde mit der Nachbargemeinde Pian di Scò zur neuen Gemeinde Castelfranco Piandiscò zusammengelegt. Die Gemeinde hatte am 31. Dezember 2013 3098 auf einer Fläche von 38 km². Zur Gemeinde gehörten die Fraktionen Caspri, Certignano, Lama, Pietravigne und Pulicciano. Die Nachbargemeinde waren Castel San Niccolò, Figline Valdarno (FI), Loro Ciuffenna, Pian di Scò, Reggello (FI), San Giovanni Valdarno und Terranuova Bracciolini.

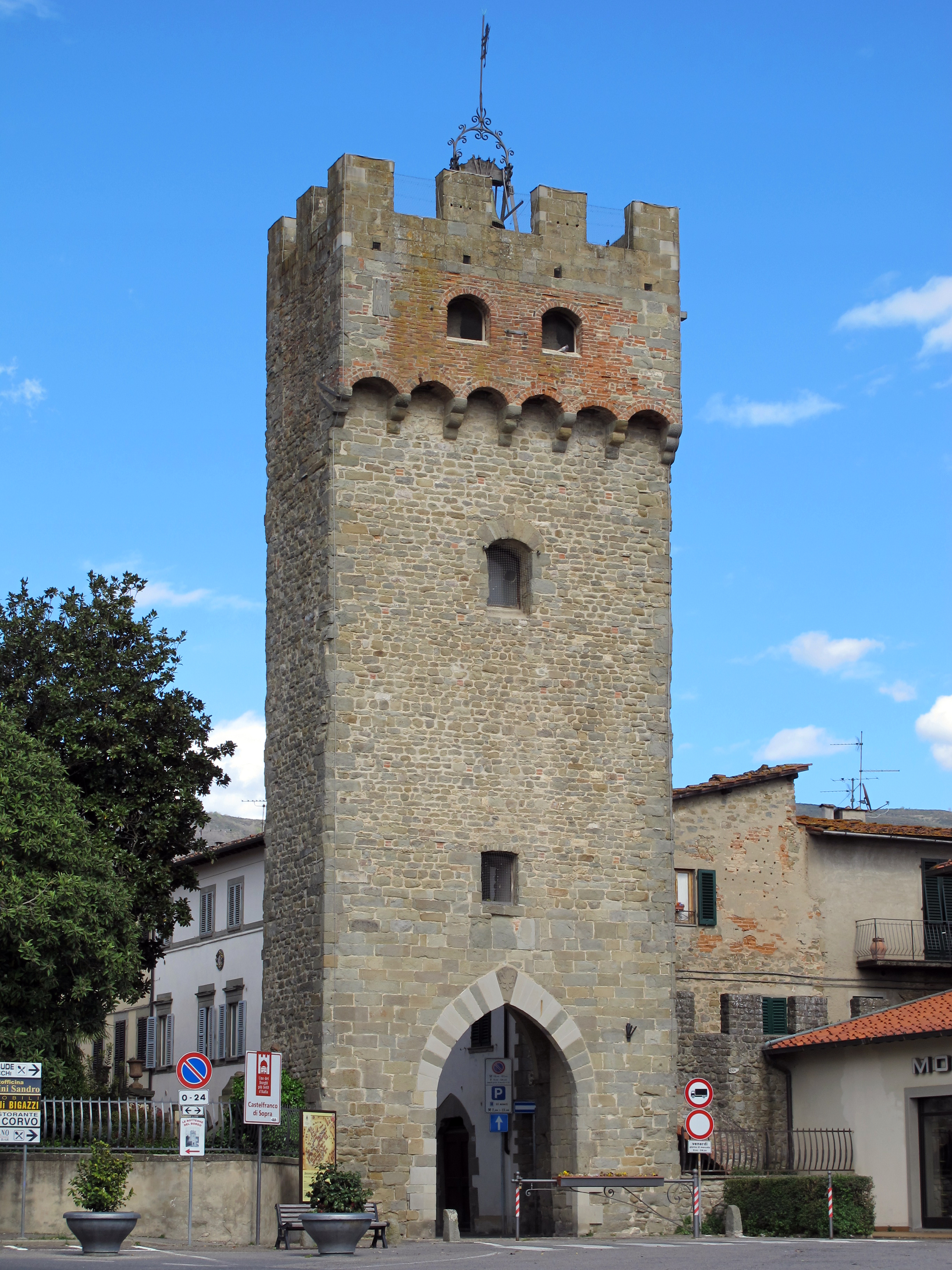
Torre d’Arnolfo (Porta Campana)

## Sehenswürdigkeiten
- Palazzo Comunale –  Der Palazzo Comunale soll original erhalten sein. An der Palastfassade sind die Wappen der Podestà angebracht. Im Palast selbst ist der Sala consiliare mit dem Fresko der Madonna del latte (Ende des 16. Jahrhunderts) beachtenswert.
- Chiesa di San Filippo Neri –  Die Fassade entstand im Jahr 1761. Das Oratorium entstand 1631. 1666 wurde es vergrößert.
- Torre d’Arnolfo oder Porta Campana –  Dieses Bauwerk stammt aus dem Jahr 1300. Die Porta Campana wird mit der florentinischen Lilie geschmückt und wurde von Arnolfo di Cambio errichtet.
- Porta Fiorentina

## Umgebung
Ganz in der Nähe kann man die Badia di Soffena besichtigen.

## Söhne und Töchter des Ortes
- Franco Chioccioli (* 1959), Radrennfahrer
- Gastone Simoni (1937–2022), Bischof